# Jerry Sikhosana
Jerry Sikhosana (Tembisa, 8 de junho de 1969) é um ex-futebolista sul-africano, que atuava como atacante.

## Carreira
Em clubes, se destacou no Orlando Pirates, onde atuou entre 1994 e 1998 e entre 2000 e 2001. Jogou também por Dangerous Aces, Yunnan Hongta, AmaZulu e Classic.

## Seleção
Pela Seleção Sul-Africana de Futebol, disputou a Copa de 1998. Sikhosana deixou de jogar em 2003, no City Sharks.